# 가와니시촌 (니가타현 고시군)
가와니시촌(川西村)은 니가타현 고시군에 있던 촌이다. 

## 역사
- 1889년 4월 1일 - 정촌제 시행에 의해 가와니시촌이 성립하였다.
- 1906년 4월 1일 -  고시군 시카촌과 합병해, 가미카와니시촌이 되어 소멸하였다.

## 참고문헌
- 『市町村名変遷辞典』東京堂出版、1990年。